# Сода-Бей (Каліфорнія)
Сода-Бей (англ. Soda Bay) — переписна місцевість (CDP) в США, в окрузі Лейк штату Каліфорнія. Населення — 1163 особи (2020).

## Географія
Сода-Бей розташована за координатами 39°0′9″ пн. ш. 122°46′46″ зх. д. / 39.00250° пн. ш. 122.77944° зх. д. (39.002431, -122.779476).  За даними Бюро перепису населення США в 2010 році переписна місцевість мала площу 3,33 км², уся площа — суходіл.

## Демографія
Згідно з переписом 2010 року, у переписній місцевості мешкало 1016 осіб у 462 домогосподарствах у складі 277 родин. Густота населення становила 305 осіб/км².  Було 707 помешкань (212/км²).
Расовий склад населення:
| - 83,0 % — білих - 1,6 % — чорних або афроамериканців - 1,4 % — корінних американців - 1,2 % — азіатів - 10,0 % — осіб інших рас |

До двох чи більше рас належало 2,9 %. Частка іспаномовних становила 16,8 % від усіх жителів.
За віковим діапазоном населення розподілялося таким чином: 16,6 % — особи молодші 18 років, 57,7 % — особи у віці 18—64 років, 25,7 % — особи у віці 65 років та старші. Медіана віку мешканця становила 54,0 року. На 100 осіб жіночої статі у переписній місцевості припадало 99,6 чоловіків;  на 100 жінок у віці від 18 років та старших — 97,4 чоловіків також старших 18 років.
Середній дохід на одне домашнє господарство  становив 76 166 доларів США (медіана — 56 200), а середній дохід на одну сім'ю — 79 205 доларів (медіана — 55 609). За межею бідності перебувало 13,9 % осіб, у тому числі 5,8 % дітей у віці до 18 років та 10,6 % осіб у віці 65 років та старших.
Цивільне працевлаштоване населення становило 448 осіб. Основні галузі зайнятості: освіта, охорона здоров'я та соціальна допомога — 33,9 %, оптова торгівля — 18,3 %, мистецтво, розваги та відпочинок — 16,1 %.